# Beilschmiedia pubescens
Beilschmiedia pubescens är en lagerväxtart som beskrevs av Teschn.. Beilschmiedia pubescens ingår i släktet Beilschmiedia och familjen lagerväxter. Inga underarter finns listade i Catalogue of Life.